# Nabulsi
Il Nabulsi (o Naboulsi) è uno dei numerosi formaggi palestinesi a pasta bianca prodotti in Medio Oriente. Il suo nome si riferisce al suo luogo di origine, Nablus ed è ben noto in Cisgiordania e nelle regioni circostanti. il Nabulsi, insieme al formaggio Akkawi, sono i principali formaggi consumati in Giordania. Prodotto principalmente con latte di pecora, viene utilizzato anche il latte di capra. Il formaggio Nabulsi è bianco e di forma rettangolare. È semiduro e privo di occhiatura. Diventa morbido ed elastico quando riscaldato. È un tipico formaggio di pecora o di capra, ma è tradizionalmente aromatizzato con mahleb (Prunus mahaleb) e mastica (Pistacia lentiscus) aggiunti alla salamoia bollente. Può essere consumato fresco come formaggio da tavola salato o può essere fritto in olio, ed è anche un ingrediente importante del dessert palestinese knafeh.